# Лампореккьо
Лампореккьо (італ. Lamporecchio) — муніципалітет в Італії, у регіоні Тоскана,  провінція Пістоя.
Лампореккьо розташоване на відстані близько 250 км на північний захід від Рима, 29 км на захід від Флоренції, 14 км на південь від Пістої.
Населення — 7553 особи (2014).

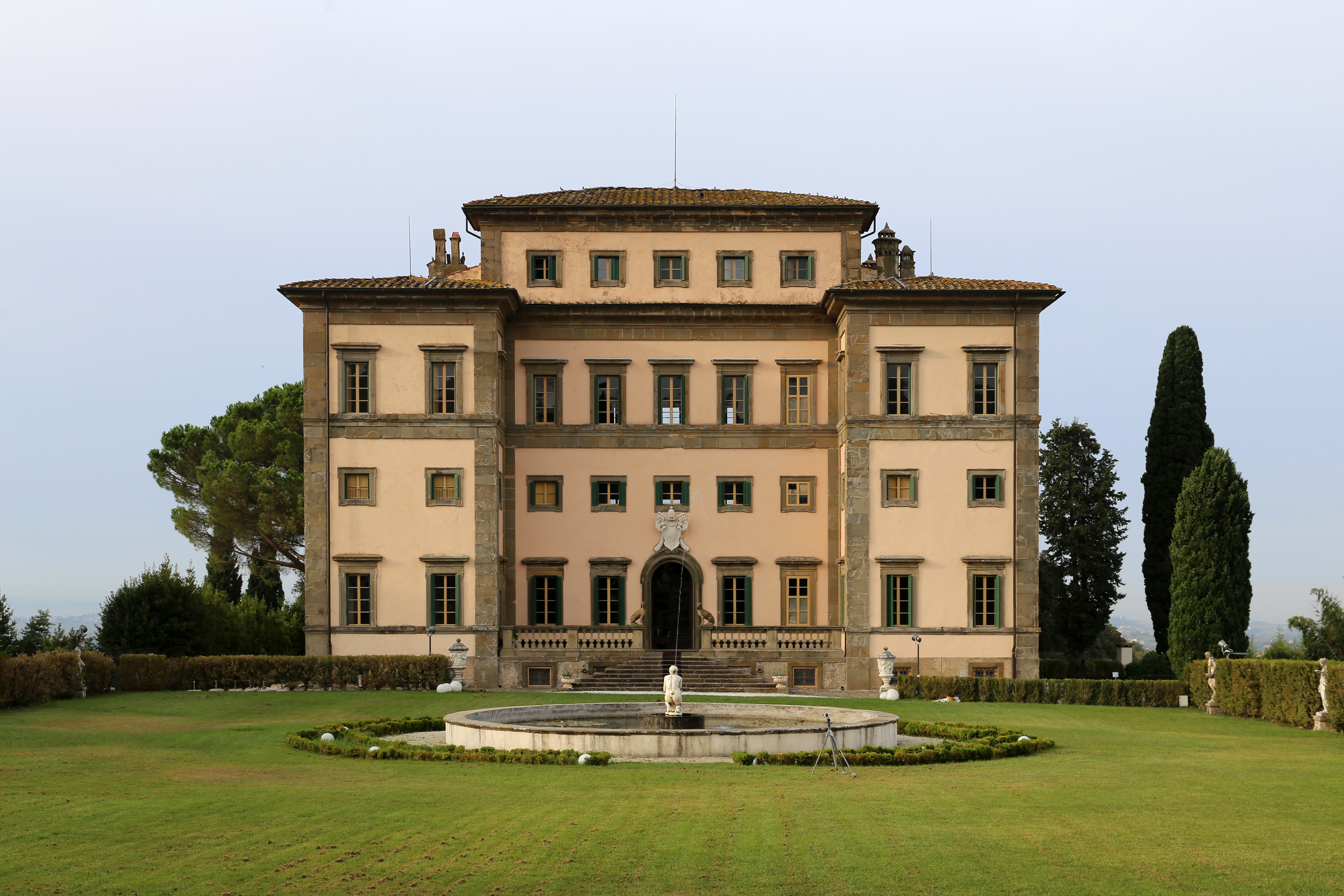

Щорічний фестиваль відбувається 26 грудня. Покровитель — святий Степан.

## Демографія
Населення за роками:

Станом на 1 січня 2023 року в муніципалітеті офіційно проживало 677 іноземців з 48 країн, серед них 160 громадян країн Євросоюзу та 6 громадян України.

## Сусідні муніципалітети
- Черрето-Гуїді
- Ларчано
- Куаррата
- Серравалле-Пістоїєзе
- Вінчі